# Comuni della provincia di Badajoz
Quello che segue è l'elenco dei comuni spagnoli della provincia di Badajoz, nella comunità autonoma di Estremadura. I dati sono aggiornati al 2002.
| Città                     | Abitanti (2002)       |
| ------------------------- | --------------------- |
| Acedera                   | 897                   |
| Aceuchal                  | 5.344                 |
| Ahillones                 | 1.158                 |
| Alange                    | 2.038                 |
| La Albuera                | 1.799                 |
| Alburquerque              | 5.622                 |
| Alconchel                 | 2.042                 |
| Alconera                  | 737                   |
| Aljucén                   | 260                   |
| Almendral                 | 1.404                 |
| Almendralejo              | 30.784                |
| Arroyo de San Serván      | 3.922                 |
| Atalaya                   | 353                   |
| Azuaga                    | 8.580                 |
| Badajoz                   | 136.851               |
| Barcarrota                | 3.616                 |
| Baterno                   | 389                   |
| Benquerencia de la Serena | 980                   |
| Berlanga                  | 2.637                 |
| Bienvenida                | 2.350                 |
| Bodonal de la Sierra      | 1.208                 |
| Burguillos del Cerro      | 3.243                 |
| Cabeza del Buey           | 5.957                 |
| Cabeza la Vaca            | 1.610                 |
| Calamonte                 | 6.136                 |
| Calera de León            | 1.093                 |
| Calzadilla de los Barros  | 855                   |
| Campanario                | 5.723                 |
| Campillo de Llerena       | 1.731                 |
| Capilla                   | 212                   |
| Carmonita                 | 639                   |
| El Carrascalejo           | 75                    |
| Casas de Don Pedro        | 1.737                 |
| Casas de Reina            | 228                   |
| Castilblanco              | 1.293                 |
| Castuera                  | 6.989                 |
| La Codosera               | 2.309                 |
| Cordobilla de Lácara      | 1.026                 |
| La Coronada               | 2.409                 |
| Corte de Peleas           | 1.297                 |
| Cristina                  | 548                   |
| Cheles                    | 1.332                 |
| Don Álvaro                | 668                   |
| Don Benito                | 32.023                |
| Entrín Bajo               | 639                   |
| Esparragalejo             | 1.532                 |
| Esparragosa de la Serena  | 1.129                 |
| Esparragosa de Lares      | 1.107                 |
| Feria                     | 1.435                 |
| Fregenal de la Sierra     | 5.295                 |
| Fuenlabrada de los Montes | 2.046                 |
| Fuente de Cantos          | 5.059                 |
| Fuente del Arco           | 776                   |
| Fuente del Maestre        | 6.819                 |
| Fuentes de León           | 2.718                 |
| Garbayuela                | 547                   |
| Garlitos                  | 774                   |
| La Garrovilla             | 2.599                 |
| Granja de Torrehermosa    | 2.533                 |
| Guadiana                  | 2.527 (dato del 2015) |
| Guareña                   | 7.383                 |
| La Haba                   | 1.471                 |
| Helechosa de los Montes   | 764                   |
| Herrera del Duque         | 3.836                 |
| Higuera de la Serena      | 1.208                 |
| Higuera de Llerena        | 422                   |
| Higuera de Vargas         | 2.194                 |
| Higuera la Real           | 2.551                 |
| Hinojosa del Valle        | 593                   |
| Hornachos                 | 3.832                 |
| Jerez de los Caballeros   | 9.613                 |
| La Lapa                   | 315                   |
| Lobón                     | 2.666                 |
| Llera                     | 955                   |
| Llerena                   | 5.549                 |
| Magacela                  | 666                   |
| Maguilla                  | 1.120                 |
| Malcocinado               | 533                   |
| Malpartida de la Serena   | 765                   |
| Manchita                  | 754                   |
| Medellín                  | 2.378                 |
| Medina de las Torres      | 1.494                 |
| Mengabril                 | 450                   |
| Mérida                    | 50.780                |
| Mirandilla                | 1.358                 |
| Monesterio                | 4.610                 |
| Montemolín                | 1.652                 |
| Monterrubio de la Serena  | 2.920                 |
| Montijo                   | 15.453                |
| La Morera                 | 786                   |
| La Nava de Santiago       | 1.146                 |
| Navalvillar de Pela       | 4.870                 |
| Nogales                   | 756                   |
| Oliva de la Frontera      | 5.881                 |
| Oliva de Mérida           | 1.963                 |
| Olivenza                  | 10.762                |
| Orellana de la Sierra     | 340                   |
| Orellana la Vieja         | 3.278                 |
| Palomas                   | 726                   |
| La Parra                  | 1.416                 |
| Peñalsordo                | 1.463                 |
| Peraleda del Zaucejo      | 634                   |
| Puebla de Alcocer         | 1.414                 |
| Puebla de la Calzada      | 5.527                 |
| Puebla de la Reina        | 907                   |
| Puebla de Obando          | 2.045                 |
| Puebla de Sancho Pérez    | 2.891                 |
| Puebla del Maestre        | 906                   |
| Puebla del Prior          | 565                   |
| Pueblonuevo del Guadiana  | 1.987                 |
| Quintana de la Serena     | 5.150                 |
| Reina                     | 217                   |
| Rena                      | 657                   |
| Retamal de Llerena        | 528                   |
| Ribera del Fresno         | 3.398                 |
| Risco                     | 219                   |
| La Roca de la Sierra      | 1.590                 |
| Salvaleón                 | 2.177                 |
| Salvatierra de los Barros | 1.927                 |
| San Pedro de Mérida       | 829                   |
| San Vicente de Alcántara  | 5.908                 |
| Sancti-Spíritus           | 287                   |
| Santa Amalia              | 4.398                 |
| Santa Marta               | 4.157                 |
| Los Santos de Maimona     | 7.899                 |
| Segura de León            | 2.297                 |
| Siruela                   | 2.391                 |
| Solana de los Barros      | 2.750                 |
| Talarrubias               | 3.609                 |
| Talavera la Real          | 5.255                 |
| Táliga                    | 738                   |
| Tamurejo                  | 276                   |
| Torre de Miguel Sesmero   | 1.274                 |
| Torremayor                | 1.044                 |
| Torremejía                | 2.091                 |
| Trasierra                 | 718                   |
| Trujillanos               | 1.379                 |
| Usagre                    | 2.072                 |
| Valdecaballeros           | 1.384                 |
| Valdelacalzada            | 2.599                 |
| Valdetorres               | 1.379                 |
| Valencia de las Torres    | 811                   |
| Valencia del Mombuey      | 793                   |
| Valencia del Ventoso      | 2.307                 |
| Valverde de Burguillos    | 372                   |
| Valverde de Leganés       | 3.804                 |
| Valverde de Llerena       | 803                   |
| Valverde de Mérida        | 1.138                 |
| Valle de la Serena        | 1.532                 |
| Valle de Matamoros        | 491                   |
| Valle de Santa Ana        | 1.220                 |
| Villafranca de los Barros | 12.568                |
| Villagarcía de la Torre   | 1.023                 |
| Villagonzalo              | 1.410                 |
| Villalba de los Barros    | 1.696                 |
| Villanueva de la Serena   | 24.191                |
| Villanueva del Fresno     | 3.497                 |
| Villar de Rena            | 1.627                 |
| Villar del Rey            | 2.322                 |
| Villarta de los Montes    | 645                   |
| Zafra                     | 15.373                |
| Zahínos                   | 3.026                 |
| Zalamea de la Serena      | 4.554                 |
| La Zarza                  | 3.619                 |
| Zarza-Capilla             | 483                   |